# Національний стадіон (Бразилія)
Національний стадіон імені Мане Гаррінчі (порт. Estádio Nacional Mané Garrincha) — мультифункціональний стадіон у Бразилії, який розташований у столиці країни — місті Бразиліа. Здебільшого використовується для проведення футбольних матчів. Стадіон вміщає 70 064 глядачів, його збудували 1974 року. Своє ім'я отримав на честь відомого бразильського футболіста Гаррінча.
Стадіон Мане Гарінчі належить Департаменту спорту, фізичного виховання та відпочинку Федерального округу.

## Історія
Роботи з будівництва стадіону були завершені в 1974 році. Відкрили  його 10 березня 1974 матчем між місцевим клубом і «Корінтіансом». Гості виграли з рахунком 2:1 і перший гол записав на свій рахунок гравець «Корінтіанса» -  Вагіньйо. До моменту відкриття арени, Гаррінчі було 40 років.
25 грудня 1982 Гаррінча зіграв на цьому стадіоні протягом 20 хвилин за місцеву команду «Планалтіна». Це був останній матч у житті великого футболіста. 20 січня 1983 у віці 49 років він помер. 15 грудня того ж року стадіону присвоєно ім'я Мане Гаррінчі. На згадку про нього на стадіоні відбувся товариський футбольний матч за участю збірної Бразилії.
Рекорд по відвідуваності стадіону був зафіксований 20 грудня 1998 року на позначці 51 000 глядачів, коли «Гама» обіграла «Лондріну» з рахунком 3-0 у фіналі Серії B 1998. Ця перемога дозволила «Гамі» виграти свій перший національний трофей і потрапити в Серію A в 1999 році.
8 грудня 2007 на стадіоні Мане Гаррінчі пройшов фінал першого розіграшу Кубка Бразилії серед жінок, перемогу в якому здобув клуб «Саад» з Сан-Каетану-ду-Сул.

## Чемпіонат світу з футболу 2014
Стадіон знесли у 2010 році. На його місці було зведено новий стадіон, який вміщає 71 400 глядачів, що дозволило йому відповідати вимогам ФІФА, аби він міг прийняти матчі чемпіонату світу 2014. На початку 2010 стадіон був перейменований в Національний стадіон Бразилії, і в тому ж році, у квітні, почалося будівництво. Реконструкція включає у себе демонтаж нижнього ярусу, включення верхнього ярусу в нову овальну конструкцію і зменшення розмірів ігрового поля, завдяки чому стадіон стане повністю футбольним.
Також стадіон прийняв кілька матчів футбольного турніру на Літніх Олімпійських іграх 2016,  у Ріо-де-Жанейро.
Ціна зведення Національного стадіону - 671 200 000 реалів (381 млн доларів США).

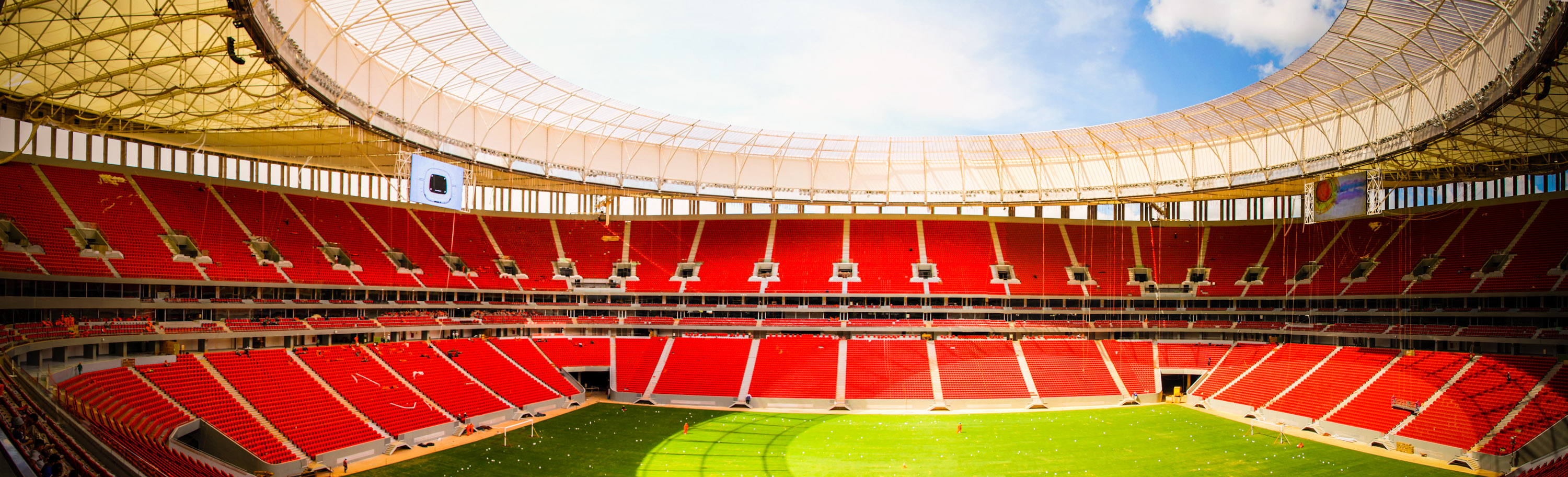
Панорамний вид на внутрішню частину стадіону після завершення його реконструкції.